# كأس الجزائر 1988–89
كأس الجزائر 1988–89 هو موسم من كأس الجزائر. أشرف على تنظيمه الإتحاد الجزائري لكرة القدم، وكان عدد الأندية المشاركة فيه 64، وفاز فيه وفاق سطيف.